# 布藏维尔
布藏维尔（法語：Bouzanville，法語發音：[buzɑ̃vil]）是法国默尔特-摩泽尔省的一个市镇，属于南锡区。

## 地理
布藏维尔（48°22'27"N, 6°6'7"E）面积5.82 平方千米，位于法国大東部大區默尔特-摩泽尔省，该省份为法国东北部内陆省份，是洛林的一部分，北邻比利时、卢森堡，北起顺时针与摩泽尔省、下莱茵省、孚日省和默兹省接壤。
与布藏维尔接壤的市镇（或旧市镇、城区）包括：迪亚维尔、福尔塞勒苏居涅、昂巴库尔、布兰库尔、大弗勒内勒。

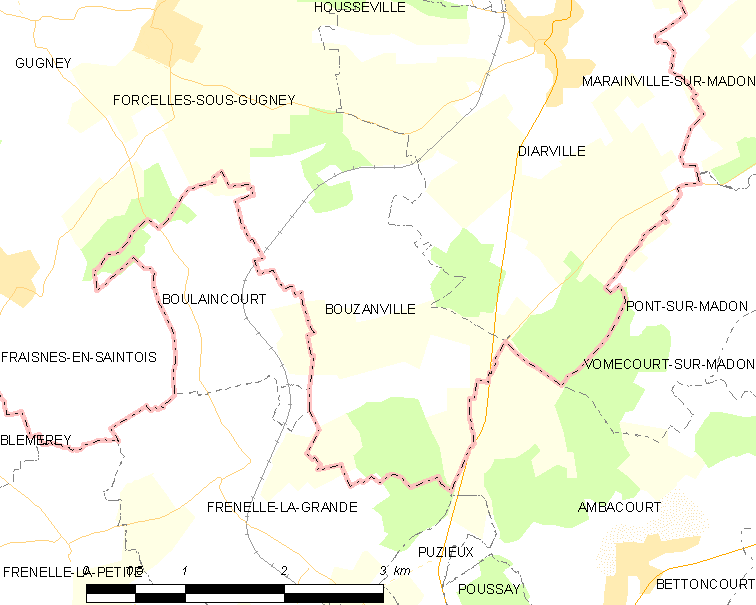
布藏维尔的OSM定位图

布藏维尔的时区为UTC+01:00、UTC+02:00（夏令时）。

## 行政
布藏维尔的邮政编码为54930，INSEE市镇编码为54092。

## 政治
布藏维尔所属的省级选区为梅讷欧桑图瓦县。

## 人口

1962-2008年间布藏维尔人口变化图示

布藏维尔于2022年1月1日时的人口数量为64人。